# Harpolden
Harpolden ist ein Gemeindeteil der Gemeinde Egglkofen im oberbayerischen Landkreis Mühldorf am Inn in Bayern.

## Geographie
Durch das Kirchdorf verläuft die Kreisstraße MÜ 3.

## Geschichte
Harpolden war Sitz einer adeligen Hofmark, die 1387 von Herzog Albrecht II. von Bayern-Straubing an seinen Vetter Herzog Friedrich von Bayern-Landshut vertauscht wurde. Von 1818 bis 1934 war der Ort eine eigene Gemeinde. Am 1. Juli 1934 wurde die bis dahin selbstständige Gemeinde nach Egglkofen eingegliedert.

## Sehenswürdigkeiten
Die Kirche St. Emmeram wurde im 14. Jahrhundert im Stil der Gotik errichtet. Im frühen 18. Jahrhundert erfolgte der barocke Ausbau des Langhauses. In die Liste der Baudenkmäler in Harpolden sind außerdem ein mit dem Jahr 1875 bezeichnetes Wohnhaus und ein Bildstock aus dem 19. Jahrhundert eingetragen.